# Cheilopallene clavigera
Cheilopallene clavigera är en havsspindelart som beskrevs av Stock, J.H. 1955. Cheilopallene clavigera ingår i släktet Cheilopallene och familjen Callipallenidae. Inga underarter finns listade i Catalogue of Life.